# Sebastian Rudy
Sebastian Rudy (Villingen-Schwenningen, 28 de febrero de 1990) es un futbolista alemán. Juega en la posición de centrocampista en el T. S. G. 1899 Hoffenheim de la Bundesliga de Alemania. Ha sido internacional con la selección alemana.

## Trayectoria

### Clubes
En 2003, Rudy se unió al VfB Stuttgart, donde cuatro años después comenzó su carrera profesional tras unirse al segundo equipo del club. En 2008, realizó su debut con el primer equipo en un encuentro de liga contra el T. S. G. 1899 Hoffenheim. En 2010, fue transferido al Hoffenheim. El 15 de enero de 2017, fue fichado por el Bayern de Múnich, aunque no se unió al club sino hasta el 1 de julio. Firmó con la institución por tres años. Anotó su primer gol en la Bundesliga con el Bayern de Múnich en una victoria por 3:0 frente al Hannover 96. En agosto de 2018, fichó por cuatro años con el Schalke 04. Su debut se produjo el 2 de septiembre, en una derrota por 2:0 frente al Hertha Berlín donde fue sustituido en el segundo tiempo. Regresó al T. S. G. 1899 Hoffenheim para la temporada 2019-20, en calidad de cedido. Tras haber regresado a Gelsenkirchen una vez finalizada la temporada, el 5 de octubre de 2020 volvió a ser prestado al T. S. G. 1899 Hoffenheim. Después de esta segunda cesión se mantuvo en el club firmando un contrato de dos años.

### Selección nacional
Con la selección alemana sub-21, Rudy disputó la Eurocopa Sub-21 de 2013. En mayo de 2017, Joachim Löw lo seleccionó entre los futbolistas que jugarían la Copa Confederaciones, donde el equipo alemán integró el grupo B junto con Australia, Camerún y Chile. El 2 de julio, los alemanes se coronaron campeones del torneo tras derrotar a Chile en la final por 1:0. El 10 de junio de 2017, Rudy anotó un gol en la victoria 3:1 sobre Irlanda del Norte en un partido por la clasificación de UEFA para la Copa Mundial de Fútbol de 2018. El 4 de junio de 2018 integró la lista de veintitrés futbolistas a disputar la Copa del Mundo, donde los alemanes compartieron el grupo F junto con las selecciones de Corea del Sur, México y Suecia. El 23 de junio, en el segundo encuentro de la fase de grupos, derrotaron por 2:1 a los suecos en el último momento con un gol de Toni Kroos; Rudy debió ser sustituido en el primer tiempo debido a una hemorragia nasal provocada por un golpe accidental de Ola Toivonen. El 27 de junio, fueron eliminados en primera ronda tras perder por 2:0 ante los surcoreanos.

#### Participaciones en Copas del Mundo
| Mundial                        | Sede          | Resultado      |
| ------------------------------ | ------------- | -------------- |
| Copa Mundial Sub-17 de 2007    | Corea del Sur | Tercer puesto  |
| Copa Mundial de Fútbol de 2018 | Rusia         | Fase de grupos |

#### Participaciones en Eurocopas
| Torneo                  | Sede   | Resultado      |
| ----------------------- | ------ | -------------- |
| Eurocopa Sub-21 de 2013 | Israel | Fase de grupos |

#### Participaciones en Copa Confederaciones
| Torneo                    | Sede  | Resultado |
| ------------------------- | ----- | --------- |
| Copa Confederaciones 2017 | Rusia | Campeón   |

## Estadísticas

### Clubes
Actualizado al último partido jugado el 27 de junio de 2020.
| VfB Stuttgart II · Alemania | 2007-08             | 15  | 4  | 3  | —  | — | — | —  | — | — | 15  | 4  | 3  |
| VfB Stuttgart II · Alemania | 2008-09             | 16  | 7  | 2  | —  | — | — | —  | — | — | 16  | 7  | 2  |
| VfB Stuttgart II · Alemania | 2009-10             | 6   | 1  | 2  | —  | — | — | —  | — | — | 6   | 1  | 2  |
| VfB Stuttgart II · Alemania | Total               | 37  | 12 | 7  | 0  | 0 | 0 | 0  | 0 | 0 | 37  | 12 | 7  |
| VfB Stuttgart · Alemania | 2008-09             | 2   | 0  | 0  | 1  | 0 | 0 | 2  | 0 | 1 | 5   | 0  | 1  |
| VfB Stuttgart · Alemania | 2009-10             | 13  | 0  | 0  | 2  | 0 | 0 | 6  | 1 | 1 | 21  | 1  | 1  |
| VfB Stuttgart · Alemania | 2010-11             | 0   | 0  | 0  | 1  | 0 | 0 | 2  | 1 | 0 | 3   | 1  | 0  |
| VfB Stuttgart · Alemania | Total               | 15  | 0  | 0  | 4  | 0 | 0 | 10 | 2 | 2 | 29  | 2  | 2  |
| T. S. G. 1899 Hoffenheim · Alemania | 2010-11             | 32  | 1  | 7  | 3  | 0 | 0 | —  | — | — | 35  | 1  | 7  |
| T. S. G. 1899 Hoffenheim · Alemania | 2011-12             | 28  | 0  | 2  | 1  | 0 | 0 | —  | — | — | 29  | 0  | 2  |
| T. S. G. 1899 Hoffenheim · Alemania | 2012-13             | 25  | 0  | 2  | 1  | 0 | 0 | —  | — | — | 26  | 0  | 2  |
| T. S. G. 1899 Hoffenheim · Alemania | 2013-14             | 27  | 2  | 4  | 3  | 0 | 1 | —  | — | — | 30  | 2  | 5  |
| T. S. G. 1899 Hoffenheim · Alemania | 2014-15             | 29  | 4  | 3  | 4  | 0 | 4 | —  | — | — | 33  | 4  | 7  |
| T. S. G. 1899 Hoffenheim · Alemania | 2015-16             | 24  | 2  | 1  | 1  | 0 | 0 | —  | — | — | 25  | 2  | 1  |
| T. S. G. 1899 Hoffenheim · Alemania | 2016-17             | 32  | 2  | 9  | 2  | 1 | 1 | —  | — | — | 34  | 3  | 10 |
| T. S. G. 1899 Hoffenheim · Alemania | Total               | 197 | 11 | 28 | 15 | 1 | 6 | 0  | 0 | 0 | 212 | 12 | 34 |
| Bayern de Múnich · Alemania | 2017-18             | 25  | 1  | 4  | 5  | 0 | 1 | 5  | 0 | 0 | 35  | 1  | 5  |
| Bayern de Múnich · Alemania | Total               | 25  | 1  | 4  | 5  | 0 | 1 | 5  | 0 | 0 | 35  | 1  | 5  |
| Schalke 04 · Alemania | 2018-19             | 21  | 0  | 0  | 3  | 0 | 0 | 4  | 0 | 0 | 28  | 0  | 0  |
| Schalke 04 · Alemania | Total               | 21  | 0  | 0  | 3  | 0 | 0 | 4  | 0 | 0 | 28  | 0  | 0  |
| T. S. G. 1899 Hoffenheim · Alemania | 2019-20             | 32  | 1  | 3  | 3  | 0 | 1 | 0  | 0 | 0 | 35  | 1  | 4  |
| T. S. G. 1899 Hoffenheim · Alemania | Total               | 32  | 1  | 3  | 3  | 0 | 1 | 0  | 0 | 0 | 35  | 1  | 4  |
| Total en su carrera | Total en su carrera | 327 | 25 | 42 | 30 | 1 | 8 | 19 | 2 | 2 | 376 | 28 | 52 |
| (1) Incluye datos de Copa de Alemania y Supercopa de Alemania. (2) Incluye datos de Liga Europea de la UEFA y Liga de Campeones de la UEFA. |                     |     |    |    |    |   |   |    |   |   |     |    |    |

### Selección nacional
La siguiente tabla detalla los encuentros disputados y los goles marcados por Rudy con la selección alemana.
| Sub-17 · Alemania | 2007  | 0  | 0 | 0 | -  | - | - | - | - | - | 5  | 1 | 0 | 5  | 1 | 0 |
| Sub-17 · Alemania | Total | 0  | 0 | 0 | 0  | 0 | 0 | 0 | 0 | 0 | 5  | 1 | 0 | 5  | 1 | 0 |
| Sub-18 · Alemania | 2007  | 2  | 0 | 0 | -  | - | - | - | - | - | -  | - | - | 2  | 0 | 0 |
| Sub-18 · Alemania | 2008  | 4  | 0 | 0 | -  | - | - | - | - | - | -  | - | - | 4  | 0 | 0 |
| Sub-18 · Alemania | Total | 6  | 0 | 0 | 0  | 0 | 0 | 0 | 0 | 0 | 0  | 0 | 0 | 6  | 0 | 0 |
| Sub-19 · Alemania | 2008  | 3  | 1 | 0 | 3  | 0 | 0 | - | - | - | -  | - | - | 6  | 1 | 0 |
| Sub-19 · Alemania | 2009  | 3  | 0 | 1 | -  | - | - | - | - | - | -  | - | - | 3  | 0 | 1 |
| Sub-19 · Alemania | Total | 6  | 1 | 1 | 3  | 0 | 0 | 0 | 0 | 0 | 0  | 0 | 0 | 9  | 1 | 1 |
| Sub-21 · Alemania | 2009  | 2  | 0 | 0 | 2  | 0 | 0 | - | - | - | -  | - | - | 4  | 0 | 0 |
| Sub-21 · Alemania | 2010  | 1  | 0 | 0 | 3  | 0 | 0 | - | - | - | -  | - | - | 4  | 0 | 0 |
| Sub-21 · Alemania | 2011  | 4  | 2 | 0 | 3  | 0 | 2 | - | - | - | -  | - | - | 7  | 2 | 2 |
| Sub-21 · Alemania | 2012  | 1  | 0 | 0 | 4  | 1 | 1 | - | - | - | -  | - | - | 5  | 1 | 1 |
| Sub-21 · Alemania | 2013  | 0  | 0 | 0 | -  | - | - | 3 | 2 | 0 | -  | - | - | 3  | 2 | 0 |
| Sub-21 · Alemania | Total | 8  | 2 | 0 | 12 | 1 | 3 | 3 | 2 | 0 | 0  | 0 | 0 | 23 | 5 | 3 |
| Absoluta · Alemania | 2014  | 3  | 0 | 0 | 2  | 0 | 1 | - | - | - | -  | - | - | 5  | 0 | 1 |
| Absoluta · Alemania | 2015  | 2  | 0 | 0 | 2  | 0 | 0 | - | - | - | -  | - | - | 4  | 0 | 0 |
| Absoluta · Alemania | 2016  | 3  | 0 | 1 | 0  | 0 | 0 | - | - | - | -  | - | - | 3  | 0 | 1 |
| Absoluta · Alemania | 2017  | 4  | 0 | 0 | 3  | 1 | 0 | - | - | - | 5  | 0 | 0 | 12 | 1 | 0 |
| Absoluta · Alemania | 2018  | 2  | 0 | 0 | 0  | 0 | 0 | - | - | - | 1  | 0 | 0 | 3  | 0 | 0 |
| Absoluta · Alemania | 2019  | 1  | 0 | 0 | 0  | 0 | 0 | - | - | - | -  | - | - | 1  | 0 | 0 |
| Absoluta · Alemania | Total | 15 | 0 | 1 | 7  | 1 | 1 | 0 | 0 | 0 | 6  | 0 | 0 | 28 | 1 | 2 |
| Total | Total | 35 | 3 | 2 | 22 | 2 | 4 | 3 | 2 | 0 | 11 | 1 | 0 | 71 | 8 | 6 |
| (1) Incluye datos de clasificación europea, mundialista y Liga de las Naciones de la UEFA. (2) Incluye datos de la Eurocopa Sub-21. (2) Incluye datos de la Copa del Mundo Sub-17, Copa del Mundo y Copa Confederaciones. |       |    |   |   |    |   |   |   |   |   |    |   |   |    |   |   |

### Resumen estadístico
| Competición           | Partidos | Goles | Asistencias | Promedio |
| --------------------- | -------- | ----- | ----------- | -------- |
| Liga                  | 306      | 25    | 41          | 0,08     |
| Copas nacionales      | 29       | 1     | 8           | 0,03     |
| Copas internacionales | 19       | 2     | 2           | 0,11     |
| Selección de Alemania | 28       | 1     | 2           | 0,04     |
| Selecciones juveniles | 43       | 7     | 4           | 0,16     |
| Total                 | 425      | 36    | 57          | 0,08     |

## Palmarés

### Títulos nacionales
| Título                          | Club                 | País     | Año     |
| ------------------------------- | -------------------- | -------- | ------- |
| Bundesliga sub-19 (Sur/Sureste) | VfB Stuttgart sub-19 | Alemania | 2007-08 |
| Supercopa de Alemania           | Bayern de Múnich     | Alemania | 2017    |
| Bundesliga                      | Bayern de Múnich     | Alemania | 2017-18 |
| Supercopa de Alemania           | Bayern de Múnich     | Alemania | 2018    |

### Títulos internacionales
| Título                    | Club (*)              | País   | Año  |
| ------------------------- | --------------------- | ------ | ---- |
| Copa Intertoto de la UEFA | VfB Stuttgart         | Europa | 2008 |
| Copa Confederaciones      | Selección de Alemania | Rusia  | 2017 |

(*) Incluyendo la selección.

### Distinciones individuales
| Distinción                                                          | Año     |
| ------------------------------------------------------------------- | ------- |
| Medalla Fritz Walter de Plata al mejor futbolista menor de 18 años. | 2008    |
| Máximo asistente de la Copa de Alemania.                            | 2014-15 |